# Адамович Славомир Генріхович
Славомир Генріхович Адамович (біл. Славамір Генрыхавіч Адамовіч; нар. 8 березня 1962, с. Унежма, Архангельська область, РРФСР) — білоруський поет, громадський діяч, один із засновників Товариства молодих літераторів «Тутэйшыя», лідер організації «Правы рэванш», член «Таварыства вольных літаратараў», активіст Руху солідарності «Разам».

## Біографія
Батьки — Генріх Адамович та Юзефа Чантарицька. Закінчив 8 класів Будславської школи (1977), Свірське СПТВ-17 (1979). Працював у Казахстані, потім у радгоспі «Будславський». У 1980 — 1982 роках служив у Радянській Армії. Працював на Білоруській залізниці, на Кіровському верстатобудівному заводі в Мінську. У 1986 — 1992 роках навчався на філологічному факультеті БДУ; у 1991 — 1995 роках працював в «Учительській газеті». Член Спілки білоруських письменників (з 1999).
Славомир Адамович є одним із засновників Товариства молодих літераторів «Тутэйшыя».
У середині 1990-х років він був лідером праворадикальної організації «Правы рэванш», яка об'єднувала переважно творчих людей, шанувальників білоруської історії та епатажного сучасного білоруського мистецтва.
У 1996 році він отримав літературну премію «Глиняний Велес», засновану в 1993 році. «Таварыства Вольных Літаратараў», за збірку віршів «Кохання під окупацією».
У листопаді 1995 року він написав поему «Вбий президента!», За що був заарештований 6 квітня 1996 року. У в’язниці КДБ він оголосив сухе голодування. Він тримав у в’язниці щоденник, який згодом був опублікований окремою книгою «Тюремний щоденник». Через десять місяців, 7 лютого 1997 року, він був звільнений під заставу. Вирок Славомиру Адамовичу фактично обмежувався терміном, який він вже відбув у в'язниці.
У серпні 1997 року на мітингу опозиції він публічно зашив рот на знак протесту проти тиску уряду на незалежні ЗМІ та незалежних журналістів.
У 2000 році він був у США, працював на будівельних майданчиках у Нью-Йорку. Він був членом Центральної ради Білоруської партії свободи. З 2002 по 2009 рік жив у Норвегії в місті Буда (Bodø). У Норвегії отримав політичний притулок. У липні 2009 року повернувся до Білорусі.
Живе в Білорусі та Норвегії.
Він брав участь у мітингу проти результатів президентських виборів 19 грудня 2010 року в Мінську. Його затримали та засудили до 15 діб адміністративного арешту за ст. 23.34 ч.1 КоАП Республіки Білорусь — «порушення порядку організації та проведення масових заходів».

## Політична позиція щодо Росії та України
Славомир Адамович має праві, націоналістичні погляди. Він є противником політики Олександра Лукашенка. Вважає Російську Федерацію потенційною країною-агресором і загрозою незалежності Білорусі. Підтримує Україну у російсько-українській війні.